# Calathea brenesii
Calathea brenesii är en strimbladsväxtart som beskrevs av Paul Carpenter Standley. Calathea brenesii ingår i släktet Calathea och familjen strimbladsväxter. Inga underarter finns listade.